# Cipriano Chemello
Cipriano Chemello (Crespano, 19 luglio 1945 – 14 febbraio 2017) è stato un pistard e ciclista su strada italiano.
Professionista dal 1969 al 1973, fu medaglia di bronzo ai Giochi olimpici di Città del Messico 1968 nell'inseguimento a squadre, specialità di cui fu due volte campione del mondo.

## Biografia

### Inizi
Esordiente nel 1961 con la società U.S. Angarano con la guida del tecnico Danilo Mocellin, passa poi al V.C. Bassano 1892 a partire dal 1963.

### Dilettante
Inseguitore e passista ottiene grandi risultati tra i dilettanti. 
Ai campionati del mondo su pista di San Sebastián, nel 1965, vince l'argento iridato nella specialità dell'inseguimento a squadre insieme a Cencio Mantovani, Luigi Roncaglia e Aroldo Spadoni. L'anno dopo a Francoforte, con la guida del tecnico Guido Costa, diventa per la prima volta campione del mondo nella specialità dell'inseguimento a squadre, insieme a Castello, Pancino e Roncaglia, con il tempo di 4'30"51. 
Nel 1967 è campione italiano inseguimento individuale. Lo stesso anno conquista l'argento "mondiale" nell'inseguimento a squadre dietro l'Unione Sovietica, sempre con Castello, Pancino e Roncaglia. 
Ai Giochi della XIX Olimpiade di Città del Messico, Chemello è 5º nell'inseguimento individuale. Il quartetto azzurro Bosisio-Roncaglia-Chemello-Pancino, tuttavia, dopo aver ottenuto il record del mondo nelle qualificazioni (4'16"10), si deve accontentare della medaglia di bronzo olimpica, cedendo in semifinale alla Germania Ovest che riesce a strappargli anche il record del mondo. Pochi giorni dopo, al mondiale di Montevideo la squadra composta da Chemello, Bosisio, Morbiato e Roncaglia vince però la medaglia d'oro, battendo l'Argentina. 

### Professionista
Chemello passa professionista nel 1969 con la Salvarani di Gimondi, Motta, Balmamion, Altig e corre principalmente su strada. Nell'anno di esordio ottiene due vittorie alla Settimana Catalana e l'anno seguente vince una tappa della Parigi-Nizza.
Negli anni successivi inizia a lamentare dei disturbi fisici che lo costringono a sottoporsi a vari interventi chirurgici e ad abbandonare il ciclismo professionistico.

### Dopo il ritiro
Dopo il ritiro dalle competizioni non si allontana dal ciclismo. Per anni ha ricoperto la carica di tecnico della pista di Bassano del Grappa fino ad accettare la carica di tecnico regionale con la quale ha portato la delegazione pista veneta a numerosi successi a livello italiano.

## Palmarès

### Dilettanti
- 1966

Campione del mondo inseguimento a squadre
- 1967

Campione italiano inseguimento individuale
- 1968

Campione del mondo inseguimento a squadre

### Professionisti
- 1969

1ª tappa, 1ª semitappa Volta Ciclista a Catalunya (Figueres > Empuriabrava)
4ª tappa, 2ª semitappa Volta Ciclista a Catalunya (Flix > Amposta)
- 1970

1ª tappa Parigi-Nizza (Dourdan > Joigny)

## Piazzamenti

### Competizioni mondiali
- Campionati del mondo su pista

San Sebastián 1965 - Inseguimento a squadre: 2º
Montevideo 1968 - Inseguimento individuale Dilettanti: 7º
- Giochi olimpici

Città del Messico 1968 - Inseguimento individuale: 6º
Città del Messico 1968 - Inseguimento a squadre: 3º